# 七郷村 (岐阜県)
七郷村（ななさとむら）は、かつて岐阜県本巣郡に存在した村である。
現在の岐阜市西北部に該当する地域である。現在の地名は、川部、小西郷、西改田、西改田字川向、西改田字米野、西改田字若宮、西改田上の町、上尻毛、上尻毛八幡、上尻毛日吉、東改田、東改田字腰前田、東改田字再勝、東改田字鶴田、又丸、又丸津島、又丸宮東、又丸村中、東板谷などである。
七郷の由来は、7つの村が合併した村という意味という。

## 歴史
- 江戸時代末期、この地域は美濃国方県郡に属し、磐城平藩領であった。
- 1889年（明治22年）7月1日 - 下西郷村、小西郷村、西改田村、東改田村、上尻毛村、川部村、又丸村が合併し、七郷村になる。
- 1897年（明治30年）4月1日[1] - 方県郡が分割され、稲葉郡、揖斐郡、本巣郡の一部になる。七郷村は本巣郡の村となる。
- 1897年（明治30年）4月1日 - 七郷村の一部（旧・下西郷村）が分離し、中西郷村、上西郷村、小野村、中村と合併、西郷村になる。
- 1950年（昭和25年）8月20日 - 七郷村が岐阜市に編入され、七郷村は消滅する。

## 学校
- 七郷村立七郷小学校 （現・岐阜市立七郷小学校）
- 中学校は北方町の本巣郡学校組合立北方中学校 （現・北方町立北方中学校）へ通学。

## 交通
- 名古屋鉄道揖斐線
  - 尻毛駅・川部橋駅[2]・又丸駅

## その他
- 岐阜市に西郷の名のある地名は、上西郷、中西郷、下西郷、小西郷があり、同じ地域にある。明治時代の合併時、小西郷のみが七郷村となった。その影響で現在も小学校・中学校が異なる。